# Гречихи (Брестская область)
Гречи́хи (бел. Грачыхі) — деревня в Барановичском районе Брестской области Белоруссии. Входит в состав Городищенского сельсовета. Население — 36 человек (2023).

## География
Деревня расположена у границы с Кореличским районом Гродненской области и у реки Сервеч, образующей водохранилище Кутовщина, в 35,5 км по автодорогам к северу от центра Барановичей и в 12 км по автодорогам к северо-востоку от центра сельсовета, городского посёлка Городище. Граничит с деревнями Олизаровщина и Пруды. Имеются кладбище и агроусадьба «Гречихи».

## История
Упоминается на карте Шуберта первой половины XIX века.
В 1909 году деревня Циринской волости Новогрудского уезда Минской губернии, 22 двора.
С 1921 года в гмине Цирин Новогрудского повета Новогрудского воеводства межвоенной Польши. По переписи 1921 года в деревне числилось 13 жилых и 9 прочих обитаемых зданий, в которых проживало 112 человек (55 мужчин, 57 женщин), все белорусы (по вероисповеданию — 111 православных и 1 римский католик).
С 1939 года в составе БССР. С 15 января 1940 года в Городищенском районе Барановичской, с 8 января 1954 года Брестской области. 25 декабря 1962 года передана Барановичскому району. С конца июня 1941 по июль 1944 года была оккупирована немецко-фашистскими захватчиками.
До 26 июня 2013 года входила в состав Карчёвского сельсовета.

## Население
На 1 января 2023 года в деревне проживало 36 человек в 17 хозяйствах, из них 5 младше трудоспособного возраста, 27 в трудоспособном возрасте и 4 старше трудоспособного возраста.
| Численность населения (по переписи) | Численность населения (по переписи) | Численность населения (по переписи) | Численность населения (по переписи) | Численность населения (по переписи) |
| 1909                                | 1921                                | 1999                                | 2009                                | 2019                                |
| ----------------------------------- | ----------------------------------- | ----------------------------------- | ----------------------------------- | ----------------------------------- |
| 140                                 | ↘112                                | ↘78                                 | ↘44                                 | ↘27                                 |